# Tazobactam
Il tazobactam è  un inibitore delle beta-lattamasi, si tratta di un derivato del Sulbactam da cui però ha un maggiore spettro d'azione.

## Indicazioni
Il principio attivo viene utilizzato in combinazione con la piperacillina o il ceftolozano, una nuova cefalosporina.
Questo farmaco, oltre a tutte le betalattamasi inibite dal sulbactam, è in grado di annullare quelle cromosomicamente determinate da Citrobacter, Enterobacter e a volte anche da Pseudomonas aeruginosa. Ha una lieve attività antibatterica su acinetobacter e neisserie. Il tazobactem è sinergico con molte penicilline e cefalosporine; l'associazione più comune è quella con la piperacillina in un rapporto di 1:8 ciò conferisce un'attività nettamente maggiore rispetto alle solite ureidopenicilline uccidendo ad esempio anche l'acinetobacter. Risulta molto interessante la sua attività su pseudomonas, klebsielle e bacterioides anche normalmente resistenti alla piperacillina.

## Controindicazioni
Controindicato in caso di allattamento materno.

## Effetti collaterali
Fra gli effetti collaterali riscontrati si evidenziano nausea, cefalea.